# Alfred von Rosen (läkare)

Alfred von Rosen.

Alfred von Rosen.

Alfred Detlof Benedictus von Rosen, född den 28 september 1872 i Össjö socken, Kristianstads län, död den 16 mars 1962 i Lund, var en svensk läkare.
von Rosen avlade studentexamen 1892 och bedrev medicinska studier i London 1894–1900. Han avlade medicinsk ämbetsexamen där 1900, medicine kandidatexamen vid Karolinska institutet 1904 och medicine licentiatexamen 1907. von Rosen var amanuens vid Serafimerlasarettet 1906–1907, lärare i formanatomi vid Tekniska skolan 1907–1910, tillförordnad överläkare vid Romanäs sanatorium 1907-1908, praktiserande läkare i Stockholm 1908–1915, föreståndare för norra tuberkulosbyrån i Stockholm 1910–1915 och överläkare vid Sjö-Gunnarsbo sanatorium 1916–1917 samt vid Romanäs 1917–1937. Han blev medicine hedersdoktor i Lund 1947. von Rosen blev kommendör av 2:a klassen av Vasaorden 1937 och var riddare av Nordstjärneorden. Bland hans skrifter märks Människan, livet och döden (1954). 
Alfred von Rosen, som tillhörde en pommersk släkt, den ointroducerade adliga ätten von Rosen (från Stralsund), gifte sig 1900 med Ida Schütze, dotter till professor Theodor Schütze. De fick barnen Lissie, Erik och Gösta von Rosen. Hustrun Ida von Rosen utgav diktsamlingarna Stämningar och bilder (1924) och Stämningar och tankar (1934). Makarna von Rosen är begravna på Norra kyrkogården i Lund.